# Gimme Some Lovin'
Gimme Some Lovin'  är en låt lanserad som singel av The Spencer Davis Group 1966. Den skrevs av dåvarande medlemmarna Steve Winwood, Muff Winwood och Spencer Davis. Låten är tydligt soulinfluerad med en Hammond B3-orgel som prominent instrument. I Europa släpptes låten i en mer avskalad version, medan den i USA släpptes i en version med en kvinnlig backup-kör och i lite snabbare tempo.
Låten har senare spelats in av Traffic (1971), Olivia Newton-John (albumet Totally Hot 1978), samt The Blues Brothers (i filmen med samma namn 1980). Den har även flitigt använts i filmer. Några filmer där låten förekommer är Människor emellan (1983), Hamburger Hill (1987), Days of Thunder (1990), Sleepers (1996), EDtv (1997), Notting Hill (1999), Kopps (2003), Flight of the Phoenix (2004), och The Boat That Rocked (2009). 
Spencer Davis Groups inspelning är listad av magasinet Rolling Stone som #247 på listan The 500 Greatest Songs of All Time.

## Listplaceringar
| Lista (1966-1967) | Position              |
| ----------------- | --------------------- |
| Australien        | 6 (Go Set)            |
| Danmark           | 11 (DR "Top 20")      |
| Frankrike         | 19                    |
| Irland            | 7                     |
| Kanada            | 1 (RPM)               |
| Nederländerna     | 3                     |
| Nya Zeeland       | 5 (NZ Listner)        |
| Spanien           | 14                    |
| Storbritannien    | 2                     |
| Sverige           | 11 (Kvällstoppen)     |
| USA               | 7 (Billboard Hot 100) |
| Vallonien         | 10                    |
| Västtyskland      | 12                    |
| Österrike         | 4                     |